# 大河平隆利
大河平 隆利（おこびら たかとし）は、戦国時代の武士。北原氏の家臣。

## 略歴
大河平氏は、元は菊池氏庶流八代氏で、肥後国八代に在ったが、大友氏による逼迫に耐えかね日向国の北原氏を頼り従属、隆利の祖父で大河平氏の祖となる大河平隆屋が真幸院の大河平に移り住んだのが始まりである。永禄5年（1562年）にその隆屋が死去、父・隆充も永禄2年（1559年）に既に病死していたことから隆利が後を継いだ。
この頃、既に主家であった北原氏は、日向山東の伊東義祐に家を乗っ取られており、隆利は薩摩国の島津義弘に誼を通じるようになった。これに対し伊東義祐は、家臣・伊東杢右衛門を大河平氏の住まう大河平城に遣わし、隆利を調略しようとする。隆利がこれを断ると、杢右衛門はその晩に、潜ませていた450余名を率いて150名足らずが守る大河平城を夜襲する。大河平城は堅城ではないものの隆利はこれを防ぎきり、朝方に城を開いて打って出ると10余名を失ったものの、伊東勢50余名を討ち取りこれを退散せしめた。隆利はこの功により、島津義弘より鍋・灰塚・榎田の地、計2000石を賜り、更に大河平城の西の要害の地に新城を作るよう申し渡された。それが後の大河平氏の本城となる今城である。
しかし、翌永禄6年（1563年）、隆利は病により急死した。享年28。隆利には子がなく、また次弟・隆豊も既に戦死しており、末弟・隆次が後を継いだ。